# Dusona pulchripes
Dusona pulchripes là một loài tò vò trong họ Ichneumonidae.